# Adelange
Adelange (in tedesco Edelingen) è un comune francese di 241 abitanti situato nel dipartimento della Mosella nella regione del Grand Est.

## Società

### Evoluzione demografica
Abitanti censiti